# Гоздець
Гоздець (словен. Gozdec) — поселення в общині Лашко, Савинський регіон, Словенія. Висота над рівнем моря: 473,9 м. 